# أليكس ماغايانيس
أليكس ماغايانيس (بالإسبانية: Alex Magallanes) هو مدرب كرة قدم ولاعب كرة قدم بيروفي في مركز الوسط، ولد في 1 مارس 1974 في ليما في بيرو. شارك مع منتخب بيرو لكرة القدم. أما مع النوادي، فقد لعب مع اتحاد هوارال ودندي يونايتد وسبورت بويز وسبورت وانكايو وسيينسيانو ونادي أياكوتشو ونادي دندي ونادي سبورتينغ كريستال ونادي ميلغار أريكيبا ونادي يونيفرسيتاريو.

## وصلات خارجية
- أليكس ماغايانيس على موقع الاتحاد الدولي (مؤرشف)  (الإنجليزية)
- أليكس ماغايانيس على موقع قاعدة بيانات كرة القدم.إي يو (الإنجليزية)
- أليكس ماغايانيس على موقع ناشيونال فوتبول تيمز (الإنجليزية)